# IV Парфянский легион
IV Парфянский легион (лат. Legio IV Parthica) — один из легионов поздней Римской империи.
Данное подразделение было основано по приказу императора Диоклетиана около 300 года вместе с V и VI Парфянским легионами. Интересен тот факт, что прозвище «Парфянский» легион получил по имени давнего противника Рима на Востоке — правившей в Иране Парфянской династии, которая была свержена династией Сасанидов за несколько десятилетий до основания легиона.
По всей видимости, легион был набран из уроженцев восточных провинций. Вместе с III Парфянским легионом он дислоцировался в осроенском городе Цирцессий у устья Хабура в западной Месопотамии. В начале V века упоминается в Notitia Dignitatum и находился под командованием дукса Осроены. IV Парфянский легион — легион, о котором сохранились наиболее поздние упоминания. Он продолжал своё существование даже во времена правления императора Византийской империи Маврикия. В то время легион дислоцировался в Берое. Вскоре после этого он, по всей видимости, был расформирован.